# Pakubuwana II de Mataram
Pakubuwana II o Pakubuwono II fue susuhunan de Mataram, entre 1726 y 1742, y tras ser restaurado, entre 1743 y 1749. Mataram, antiguo imperio que llegó a controlar mayor parte de Java, era ya un Estado agostado por el coste de sofocar una gran cantidad de rebeliones y controlado por la Compañía Neerlandesa de las Indias Orientales. En 1745 la capitalidad fue trasladada a Surakarta, que tras una guerra comenzada en los últimos años de reinado de Pakuwana II se convirtió en capital de un reino que ocupó parte del territorio del ya desaparecido Mataram.

## Deuda económica e intrigas cortesanas
Accedió al poder tras la muerte de su padre, Amangkurat IV, quien probablemente fue envenenado. Se enfrentó al pago de la deuda contraída por Pakubuwana I con los holandeses por el coste de la Primera guerra de sucesión javanesa entre 1705 y 1709, y parece que en 1733 ya la había solventado. A pesar de todo la Compañía Neerlandesa sólo había recibido un tercio compensación por un tercio de los costes de esa guerra y nada por las guerras de 1717-1723, por lo que estaba ansiosa por cobrar las deudas de esos conflictos.
Diversas personalidades volvieron a convertir la corte de Kartasura en una retahíla de intrigas palaciegas que mezclaron nuevamente a la Compañía Neerlandesa. Por otro lado Ratu Pakubuwana, princesa madre de Pakubuwana II así como del anterior monarca, contra quien había intrigado, intentó hacer de su hijo un monarca modelo mediante la filosofía sufí y las enseñanzas del sultán Agung, que había sido el mayor dirigente de Mataram. Debido a estos esfuerzos se reescribieron en 1729 y 1730 varias crónicas de su época, en un nuevo intento de islamización de Java.
Las deudas contraídas con los holandeses y otros asuntos económicos tuvieron gran impacto en la sociedad javanesa. El recrudecimiento de las conspiraciones en Kartasura y los daños sociales, Mataram empezó a colapsar, primero por sus territorios en el este de Java. En 1738 Cakraningrat IV de Madura, reconocido aliado de los holandeses y cuyo poder e influencia en el este de Java crecía considerablemente, ya no quiso acudir más a la corte. En esa época la influencia china se hizo poderosa en el oeste de Java. Pakubuwana II tuvo que elegir entre apoyar la creciente influencia china, como señalaban los pathis de la corte, o la antigua influencia holandesa, como querían los comerciantes de la costa norte. En 1741 Pakubuwana II decidió romper relaciones con la Compañía Neerlandesa.

## Guerra contra Países Bajos y guerra civil
El rey envió un ejército a Semarang. En 1741 el puesto neerlandés de Semarang había sido rodeado por unos 20.000 javaneses y unos 3.500 chinos, que contaban con 30 cañones. Ese año la guarnición neerlandesa de Kartasura fue atacada. La fortaleza se rindió en agosto, y los vencedores dieron a elegir a los europeos sobrevivientes entre la conversión al Islam y la circuncisión o la muerte.
Los holandeses se volvieron entonces a Cakraningrat IV y su ejército de Madura. Cakraningrat exigió que si conquistaban Kartasura, debía permitírsele formar un Estado independiente con libertad de actuación en el este de Java aunque bajo la protección de Países Bajos, condiciones que fueron aceptadas. No obstante las cláusulas referentes al este de la isla se postergaron, hecho que no impidió al señor de Madura conquistar grandes porciones de la región. Semarang fue reconquistada y protegida por 3 400 holandeses tras masacrar a los chinos.
Con sus aliados chinos perdiendo posiciones, los madurienses conquistando el este y una fuerte división interna, Pakubuwana II se percató de que había cometido un error enorme. Junto con su madre suplicó el perdón de los holandeses. En 1742 comenzaron las negociaciones. Ese año el rey envió a Natakusuma, última gran figura asociada con el islam en la corte, a Semarang; fue detenido y enviado al exilio con la aprobación del rey, lo que relajó la situación entre éste y la Compañía Neerlandesa. Pakubuwana II se dispuso a calmar los ánimos de su pueblo; no obstante, la guerra tenía raíces demasiado profundas y esta solución llegó tarde. En 1742 los rebeldes anti-holandeses, al ver la reciente simpatía de su soberano hacia los holandeses, le destituyeron y nombraron como nuevo susuhunan a un nieto de Amangkurat III, de sólo 12 años edad. Ese mismo año la guerra contra los holandeses, convertida en guerra civil, llegó a la capital, que fue conquistada por los rebeldes. Pakubuwana II fue confiado a una pequeña guarnición fiel.

## Restauración
Pakubuwana II, perdida la corona, aseguró a la Compañía Neerlandesa que si le restauraba en el trono les cedería los territorios costeros y les permitiría elegir puestos en la corte. Este trato fue aceptado. Como el destituido soberano no contaba con ejército propio, hubo de enviarse a Cakraningrat IV, quien logró recuperar Kartasura en noviembre de 1742. Cakraningrat aconsejó la muerte de Pakubuwana II, pero la Compañía Neerlandesa decidió mantenerle como rey títere.
En octubre de 1743 los principales líderes de la rebelión se rindieron, y en noviembre de ese año la Compañía Neerlandesa firmó un nuevo acuerdo con Mataram, que incluía la restauración oficial de Pakubuwana II y la cesión de multitud de territorios a Países Bajos, incluyendo la porción de Madura que aún le pertenecía, el pago de enormes tributos anuales en arroz y otros cereales, la elección de los patih con aprobación de los holandeses, el establecimiento de un contingente permanente de militares en la capital y la prohibición de que los javaneses navegaran más allá de Java, Madura y Bali.
Cakraningrat, viendo frustradas sus aspiraciones, se rebeló contra la Compañía Neerlandesa, pero finalmente fue capturado y exiliado a Cabo de Buena Esperanza en 1746.

## Nueva capital y nuevas intrigas
Pakubuwana II decidió abandonar Kartasura y asentar la corte en Surakarta, situada unos 12 kilómetros al este, junto al río Sala. La nueva ciudad fue oficialmente terminada en 1745, efectuándose el traslado de la corte en febrero de 1746. La nueva corte fue, igualmente, escenario de intrigas, y estallaron nuevas rebeliones en diversos puntos de Java.
Los nuevos conflictos no pudieron terminar de resolverse durante el gobierno de Pakubuwana II, que enfermó a finales de 1749. Nueve días antes de morir, el 11 de diciembre, el susuhunan firmó un tratado por el cual cedía la soberanía de la totalidad del Estado a los holandeses, con la esperanza de salvaguardar la seguridad del reino. No obstante este tratado no dio solución a lo que sería la mayor de las guerras de Java en el siglo XVIII.

### Utilizada
- Calvin Ricklefs, Merle (2001). A history of modern Indonesia since c. 1200 (en inglés). Universidad de Stanford. pp. 114-128. ISBN 0804744807.

### Complementaria
- (En inglés) Miksic, John (edición general), et al. (2006); Karaton Surakarta. A look into the court of Surakarta Hadiningrat, central Java (1.ª edición, Surakarta: Yayasan Pawiyatan Kabudayan Karaton Surakarta, 2004). Singapur: Marshall Cavendish Editions. ISBN 981-261-226-2.
- (En inglés) Ricklefs, M.C. (1974) Jogjakarta under Sultan Mangkubumi, 1749–1792: A history of the division of Java. London Oriental Series, vol. 30. Londres: Universidad de Óxford (Edición indonesia revisada, 2002).
- (En inglés) Ricklefs, M.C. (1998) The seen and unseen worlds in Java, 1726–49: History, literature and Islam in the court of Pakubuwana II. St. Leonards NSW: The Asian Studies Association of Australia in association with Allen and Unwin. Honolulú: Universidad de Hawái.

| Predecesor: Pakubuwana I | Susuhunan (sultán) de Mataram 1726 - 1742 1743 - 1749 | Sucesor: Pakubuwana III |

- Datos: Q1903767